# Ri Jong-sik
Ri Jong-sik, né le 14 février 2000 à Pyongyang, est un pongiste nord-coréen.

## Carrière
Ri est droitier.
Il participe en doubles mixtes aux Jeux asiatiques de 2022. En 2022, il est proche de la 500e place mondiale.
Le duo qu'il forme avec Kim Kum-yong ne se déplace hors de Corée du Nord qu'à un tournoi de qualification olympique, début 2024. Il est possible que le duo s'entraîne en Chine, une rumeur réfutée par les deux sportifs.
Il remporte la médaille d'argent en double mixte lors des Jeux olympiques de 2024, associé à Kim Kum-yong, après avoir battu notamment les japonais Harimoto et Hayata qui étaient tête de série n°2, et les hongkongais tête de série n°4 Wong Chun Ting et Doo Hoi Kem en demi-finale, alors qu'ils étaient les moins bien classés de la compétition, et totalement inconnus sur le circuit mondial.
Ri Jong-sik et Kim Kum-yong refusent de parler aux journalistes, escortés par un entraîneur et un dirigeant dans tous leurs déplacements dans la zone mixte. Les journalistes sud-coréens tentent sans succès de leur poser des questions à cette occasion. Le duo pose pour un selfie pris sur le podium par l'équipe de Corée du Sud, médaillée de bronze.